# Ommatius seticrista
Ommatius seticrista là một loài ruồi trong họ Asilidae. Ommatius seticrista được Martin miêu tả năm 1964. Loài này phân bố ở vùng nhiệt đới châu Phi.